# Ilanskij rajon
L'Ilanskij rajon è un rajon (distretto) del kraj di Krasnojarsk, nella Russia siberiana centrale; il capoluogo è la cittadina di Ilanskij.